# El Mariniyine
El Mariniyine (àrab: المرينيين, al-Marīniyyīn; amazic estàndard marroquí: ⵍⵎⵔⵉⵏⵉⵢⵉⵏ, Lmriniyin) és un dels sis arrondissements de la ciutat de Fes, dins de la prefectura de Fes, a la regió de Fes-Meknès, al Marroc. Segons el cens de 2014 tenia una població total de 209.494 persones.